# Dhikur Pokhari
Dhikur Pokhari (Nepali ढिकुरपोखरी) ist ein Dorf und ein Village Development Committee (VDC) im Distrikt Kaski der Verwaltungszone Gandaki in Zentral-Nepal.
Dhikur Pokhari liegt westlich der Stadt Pokhara in den südlichen Ausläufern des Annapurna Himal. Die Straße (Baglung Rajmarg) von Pokhara nach Kushma und weiter nach Baglung führt durch das Gebiet.

## Einwohner
Das VDC Dhikur Pokhari hatte bei der Volkszählung 2011 7318 Einwohner (davon 3288 männlich) in 1880 Haushalten.

## Dörfer und Weiler
Dhikur Pokhari besteht aus mehreren Dörfern und Weilern. 
Die wichtigsten sind:
- Dhikur Pokhari (1505 m ⊙)
- Naudanda (1461 m ⊙)
- Paudurkot (1750 m ⊙)
- Serachour (1295 m ⊙)